# 530
Évszázadok: 5. század – 6. század – 7. század
Évtizedek: 480-as évek – 490-es évek – 500-as évek – 510-es évek – 520-as évek – 530-as évek – 540-es évek – 550-es évek – 560-as évek – 570-es évek – 580-as évek
Évek: 525 – 526 – 527 – 528 –  529 – 530 – 531 – 532 – 533 – 534 – 535

## Események
- A Halley-üstökös napközelbe kerül.

### Bizánci Birodalom
- Iusztinianosz császár újabb bizottságot állít fel a neves római jogtudósok munkáinak összegyűjtésére (ez lesz a Pandekták). Vezetését Tribonianusra bízza, aki egyúttal megkapja a quaestor sacri palatii (a törvények megfogalmazásáért felelős legfőbb tisztviselő) tisztséget is.
- Az ibériai háborúban Belisarius és Hermogenész Daránál döntő győzelmet arat a kétszeres túlerőben lévő perzsa sereggel szemben. Az örményországi Szatalát ostromló perzsa sereget megfutamítja a felmentő csapatok és a védők együttes támadása.

### Európa
- Meghal IV. Felix pápa. Halálos ágyán a gót származású II. Bonifatiust jelöli meg utódjául, de a római szenátus felháborodik a pápaválasztásba való beleszólásán és Felix halála után a bizáncpárti Dioscorust választják pápává. Eközben hívei Bonifatiust is az egyház fejévé szentelik. Az egyházszakadást Dioscorus három héttel későbbi halála oldja fel.[1]

### Észak-Afrika
- A Vandál Királyságban Gelimer fellázad nagybátyja, Hilderic király ellen, akit elfog és bebörtönöztet. Elfoglalja a trónt és elődje engedékeny valláspolitikájával szemben visszaállítja az ariánus államvallást. Amikor Iusztinianosz császár tiltakozó követséget küld hozzá, elküldi a követeket és még szorosabbra veszi Hilderic őrizetét.

### Kína
- Az Északi Vej 23 éves császára, Hsziaocsuang attól tart hogy nagyhatalmú hadvezére, Ercsu Zsung el akarja orozni a trónját. Meghívja a palotába és fiával és katonáival együtt megöleti őket. A hadvezér unokatestvére, Ercsu Si-lung és unokaöccse, Ercsu Csao azonban elmenekül és sereget gyűjtenek a császár ellen.
- A dél-kínai Liang-dinasztia császárának, Vunak legidősebb fia és trónörököse, Hsziao Tung tudósok segítségével befejezi monumentális költészeti antológiáját, a Ven hszüant ("Szépirodalmi gyűjtemény").

## Születések
- Szophia, II. Iusztinosz bizánci császár felesége
- Venantius Fortunatus, költő és szent

## Halálozások
- szeptember 22. – IV. Felix, római pápa[1]
- Dioscorus, antipápa

## Fordítás
- Ez a szócikk részben vagy egészben  a(z)   530 című angol Wikipédia-szócikk ezen változatának fordításán alapul.  Az eredeti cikk szerkesztőit annak laptörténete sorolja fel. Ez a jelzés csupán a megfogalmazás eredetét és a szerzői jogokat jelzi, nem szolgál a cikkben szereplő információk forrásmegjelöléseként.